# Shetland Sheepdog

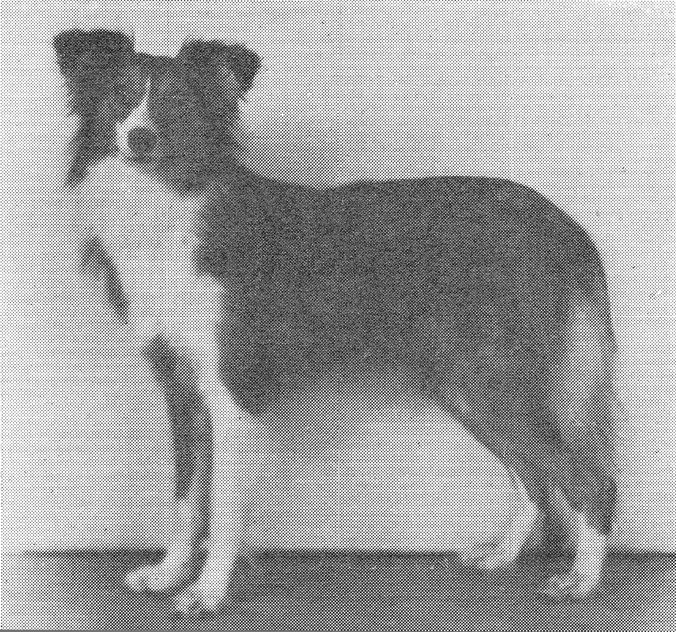
1932

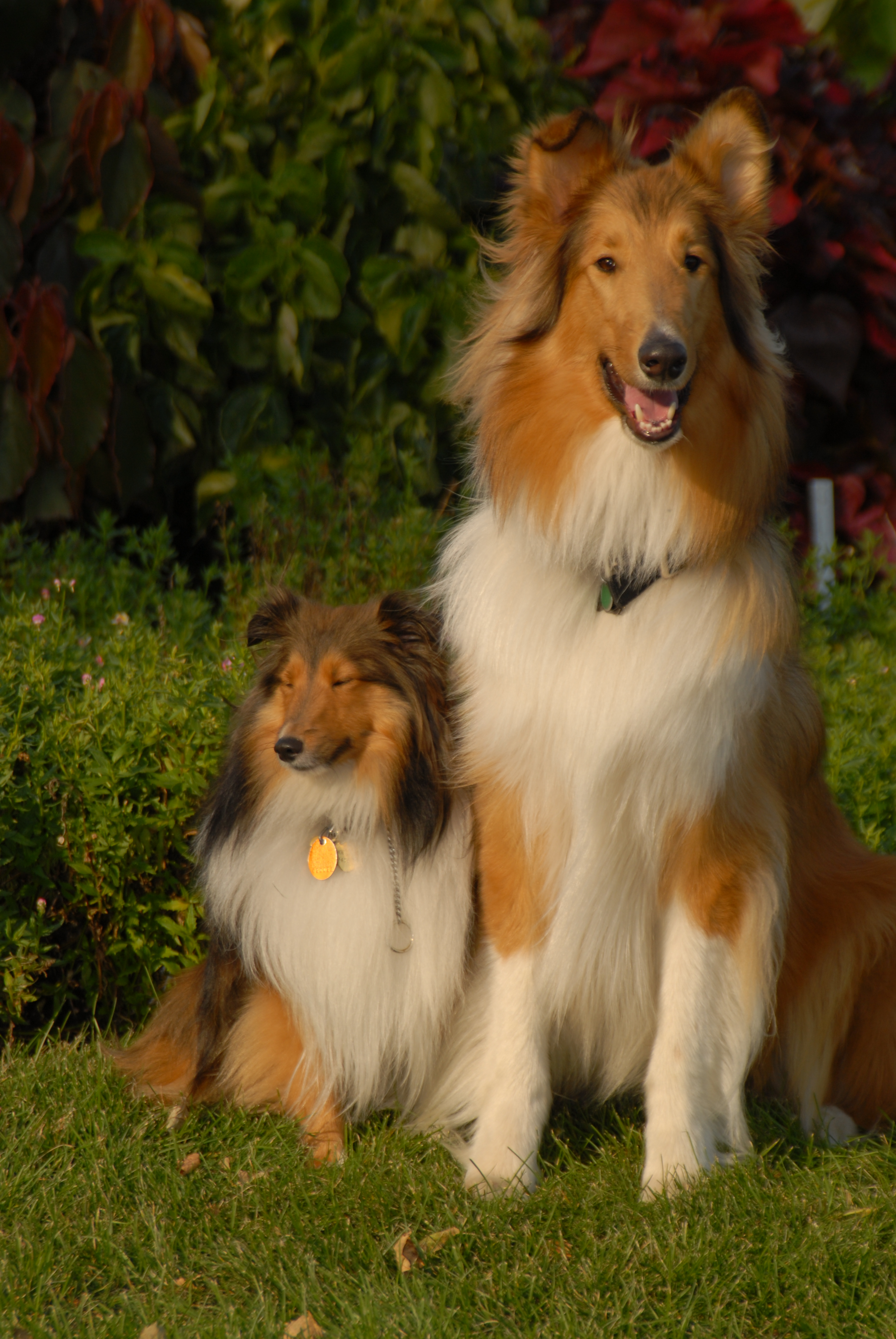
Ein Shetland Sheepdog (links) neben einem Langhaarcollie

Der Shetland Sheepdog oder Sheltie ist eine von der FCI anerkannte britische Hunderasse (FCI-Gruppe 1, Sektion 1, Standard Nr. 88).

## Herkunft und Geschichtliches
Der Sheltie stammt von den Shetlandinseln im Nordosten Schottlands und ist eine Inselverzweigung des Langhaarcollies, der mit kleinen Wikingerhunden aus Norwegen gekreuzt wurde. Daher war er ursprünglich auch eng mit dem Isländischen Schäferhund verwandt. Island, die Orkneys und die Shetlandinseln sowie die Färöerinseln waren die Handelsroute für den Wikingerhandel mit grönländischem Walross-Elfenbein, bis im frühen 14. Jahrhundert der Walrossbestand erschöpft war und durch afrikanisches Elfenbein ersetzt wurde. Entsprechende Parallelen zeigen auch Island-, Shetland- und Norwegische Ponys. Ab dem späten 18. Jahrhundert hatten wohl auch von Walfängern mitgebrachte Grönlandhunde, die oft im Auftrag von Arktis-Expeditionen transportiert wurden, einen gewissen Einfluss. Vermutlich ab dem 19. Jahrhundert wurden die damals hochgeschätzten Spaniel eingekreuzt. Nach einer alten Geschichte soll z. B. die Rasse King Charles Spaniel am Zuchtvorgang beteiligt sein. Dies begründet das heutige Wesen des modernen Sheltie. Trotz allem ist er immer noch der genetisch engste Verwandte des schottischen Langhaarcollies.
Nach dem englischen Sieg über die letzten Wikinger auf den Orkneys wurde der Sheltie erstmals auch in England wahrgenommen, doch bekannt wurde er erst im 19. Jahrhundert, als die Düngung mit Kelpasche vorübergehend zu einem bedeutenden Exportgut wurde. Der Sheltie wurde also nie importiert, sondern kam von der schottischen Küste nach Shetland und wurde eher universell zum Hüten der Primitivschafe wie auch der Inselponys eingesetzt.
1909 gründeten Züchter in Lerwick den Shetland Collie Club, dessen Mitglieder den Collie en miniature züchten wollten. Das stieß auf den energischen Widerstand der Colliezüchter, zumal der Sheltie seinerzeit keinesfalls einen einheitlichen Typ verkörperte. So kam es, dass seine offizielle Anerkennung durch den Kennel Club erst 1914 erfolgte. Noch heute ist seine Zuchtbasis, obwohl er ein beliebter Haushund ist, bedeutend geringer als die des Collies.
Shelties erscheinen in der bundesweiten Welpenstatistik des Verband für das Deutsche Hundewesen (VDH) zahlenmäßig im oberen Bereich.
| Jahr       | 2023 | 2022 | 2021 | 2020 | 2019 |
| Welpenzahl | 876  | 977  | 965  | 926  | 903  |

## Beschreibung
Laut Standard sollten Rüden 37 cm groß und Hündinnen 35,5 cm groß sein, wobei Abweichungen von 2,5 cm nach oben und unten toleriert werden. In Bezug auf die Größe sind Shelties allerdings sehr variabel, so dass es auch Hunde gibt, die deutlich größer oder kleiner sind. Der Shetland Sheepdog ist ein langhaariger Hund ohne jede Plump- und Grobheit sowie wohl proportioniert. Üppiges Haarkleid, Mähne und Halskrause in den Farben Zobel-weiß/Sable (früher gelb-weiß), dunkel zobel-weiß (mahagonifarben)/Darksable oder shaded sable, Tricolour (dreifarbig: schwarz, weiß, braun), Schwarz-weiß/bi-black, blue merle (silbriges Grau mit schwarzen Flecken oder schwarzmarmorierter Zeichnung, weiß, tan) und blue merle ohne tan/bi-blue, früher black and tan (schwarz-braun ohne weiße Abzeichen – mittlerweile ausgestorben). Er ist optisch gewissermaßen die Kleinausführung des Collies.

## Wesen
Im Rassestandard der FCI ist das Wesen des Shetland Sheepdogs folgendermaßen beschrieben: „Wachsam, sanft, intelligent, kräftig und lebhaft. Liebevoll und verständig gegenüber seinem Herrn, reserviert gegenüber Fremden, niemals nervös.“

## Verwendung
Der Sheltie ist ein Hütehund und Begleithund. Er ist anzutreffen im Hundesport (Agility, Obedience, Dogdancing, Flyball, Discdogging selten Schutzhundesport) sowie als Rettungshund oder Therapiehund.

## Rassespezifische Erkrankungen
Shetland Sheepdogs zeigen ein gehäuftes Auftreten der Dermatomyositis, einer genetisch bedingten Haut-Muskel-Erkrankung bei Junghunden, die aber meist milder verläuft als bei Collies. Außerdem sind sie häufig von der Gallenblasenmukozele, einer Schleimansammlung, durch die eine Abflussstörung in der Galle entsteht, betroffen. Hier hilft oftmals nur eine riskante OP.
Wie bei Collies tritt beim Shetland Sheepdog der MDR1-Defekt gehäuft auf, der eine Überempfindlichkeit gegenüber mehreren Arzneistoffen hervorruft. Als weitere Erbkrankheit ist die Collie Eye Anomaly zu nennen. Bei der Verpaarung von merlefarbenen Hunden untereinander kann es zu Fehlbildungen der Augen kommen.
Beim Sheltie kommt darüber hinaus eine idiopathische Form des Fanconi-Syndroms vor, das sich als Nierenschwäche zeigt. Gleiches zeigt sich beim Norwegischen Elchhund (Norsk Elghund), der ebenfalls eine Prädisposition für diese Erkrankung zeigt.